# Mortierella echinula
Mortierella echinula är en svampart som beskrevs av Linnem. 1953. Mortierella echinula ingår i släktet Mortierella och familjen Mortierellaceae.   Inga underarter finns listade i Catalogue of Life.